# اعتراضات ۲۰۲۲ ارمنستان
اعتراضات ۲۰۲۲ ارمنستان (انگلیسی: 2022 Armenian protests) مجموعه ای از اعتراضات ضد دولتی در ارمنستان بود که در ۵ آوریل ۲۰۲۲ آغاز شد. اعتراضات تا ژوئن ۲۰۲۲ ادامه یافت و بسیاری از معترضان توسط پلیس در ایروان بازداشت شدند. معترضان خواستار استعفای نیکول پاشینیان نخست‌وزیر ارمنستان به دلیل مدیریت جنگ قره باغ کوهستانی در سال ۲۰۲۰ شدند. در ۱۴ ژوئن ۲۰۲۲، اپوزیسیون تصمیم خود را برای پایان دادن به تظاهرات روزانه با هدف سرنگونی نخست‌وزیر نیکول پاشینیان پس از ناکامی در کسب حمایت مردمی اعلام کرد.

## پس زمینه
اعتراضات ۲۰۲۰–۲۰۲۱ ارمنستان منجر به برگزاری انتخابات پارلمانی زودهنگام در ۲۰ ژوئن ۲۰۲۱ شد. پس از انتخابات، حزب پیمان مدنی نیکول پاشینیان اکثریت را در پارلمان به دست آورد و پاشینیان سمت خود را به عنوان نخست‌وزیر حفظ کرد. در همین حال در ۱۳ مارس ۲۰۲۲، واهاگن خاچاطوریان به عنوان رئیس‌جمهور جدید ارمنستان سوگند یاد کرد.
اعتراضات در اوایل آوریل ۲۰۲۲ به اجرای توافق آتش‌بس ۲۰۲۰ در قره باغ کوهستان معاهده صلح با آذربایجان آغاز شد. نیکول پاشیانیان و رئیس‌جمهور آذربایجان ایلهام علیئو در ۶ آوریل ۲۰۲۲ در بروکسل بلژیک برای یک نشست مشترک که توسط شورای اروپا برگزار می‌شود، دیدار کردند. در طول اجلاس، هر دو رهبر موافقت کردند که برای مذاکره در مورد توافق صلح دوجانبه آماده شوند. از این ترس است که جمهوری آرتساخ به عنوان بخشی از یک توافق صلح بالقوه به آذربایجان تحویل داده شود. معترضان از نخست‌وزیر نیکول پاشینیان خواستند استعفا دهد و دولت ارمنستان تضمین‌های امنیتی برای آرتساخ ارائه دهد و اطمینان حاصل کند که این سرزمین به آذربایجان واگذار نمی‌شود.
در ۲۳ مه ۲۰۲۲، نخست‌وزیر ارمنستان نیکول پاشینیان و رئیس‌جمهور آذربایجان الهام علییف با رئیس شورای اروپا چارلز میشل برای نشست سه جانبه در بروکسل این جلسه بر حل مسالمت آمیز درگیری ناگرون-قره باغ و ادامه توسعه روابط ارمنستان و آذربایجان با اتحادیه اروپا ملاقات کردند. رهبران توافق کردند که یک کمیسیون مرزی مشترک ایجاد کنند، ارتباطات حمل و نقل بین‌المللی را باز کنند و برای امضای معاهده صلح آینده آماده شوند. چارلز میشل، رئیس شورای اروپا، در ادامه گفت: "حقوق و امنیت جمعیت ارمنی در قره باغ باید مورد توجه قرار گیرد. چارلز میشل همچنین تایید کرد که اتحادیه اروپا به حمایت از توسعه اقتصادی هر دو کشور و حمایت از صلح پایدار بلند مدت در قفقاز ادامه می‌دهد. در همین حال، در ۲۴ مه ۲۰۲۲، اتحادیه اروپا نماینده عالی اتحادیه امور خارجه و سیاست امنیتی، جوزپ بوریل از نشست سه جانبه اخیر استقبال کرد و اظهار داشت که «اتحادیه اروپا همچنان به شدت در تلاش‌های صلح و آشتی در منطقه درگیر است.»
در ۱۶ ژوئن ۲۰۲۲، اپوزیسیون «جنبش مقاومت» پس از ناکامی در جلب توجه و مشارکت در اعتراضات، پایان اعتراضات روزانه را اعلام کرد. نمایندگان اپوزیسیون که از اواسط آوریل جلسات پارلمان را حذف کرده بودند، پایان تحریم پارلمان خود را تأیید کردند.

## رویدادها
در ۲۵ آوریل، آنا گریگوریان، عضو ائتلاف ارمنستان مجلس ملی، راهپیمایی را از روستای تیگراناشن در منطقه آرارات به سمت ایروان با جمعی از شهروندان آغاز کرد. در ۲۷ آوریل تظاهراتی در مقابل پارلمان ارمنستان برگزار شد. در ۴ مه، معترضان جاده‌های اصلی ایروان را مسدود کردند. تجمعات متعددی نیز در خارج از مجلس برگزار شد. در ۱۰ می، ۶۱ معترض در ایروان دستگیر شدند.
در ۱۵ می، دولت ارمنستان از برنامه‌های خود برای عادی سازی روابط با آذربایجان رونمایی کرد. ادمون ماروکیان، سفیر سیار ارمنستان تأیید کرد که ارمنستان و جمهوری آذربایجان باید مرزهای یکدیگر را به رسمیت بشناسند، از تهدید امنیت یکدیگر خودداری کنند، روابط دیپلماتیک برقرار کنند، خطوط حمل و نقل را باز کنند و در زمینه‌های مورد علاقه همکاری کنند. در همین حال، آرارات میرزویان، وزیر امور خارجه ارمنستان، گفت که هیچ چیز غیرقابل قبولی در پیشنهادات جمهوری آذربایجان وجود ندارد، اما تأکید کرد که حقوق و آزادی‌های شهروندان آرتساخ باید محافظت شود. ارمنستان همچنین درخواست کرده بود که مذاکرات صلح توسط گروه مینسک سازمان امنیت و همکاری اروپا سازماندهی شود.
در ۱۶ مه ۹۱ معترض دستگیر شدند. در همان روز ولادیمیر پوتین رئیس‌جمهور روسیه با نخست‌وزیر پاشینیان برای گفتگو در مورد مسائل منطقه ای دیدار کرد. در ۱۸ مه، معترضان خدمات متروی ایروان را مختل کردند و باعث توقف فعالیت قطارها شد. سیستم مترو یک ساعت بعد بازگشایی شد. در ۲۳ مه، دو معترض در مراسم افتتاحیه مسابقات بوکس قهرمانی اروپا در ایروان پرچم آرتساخ را به اهتزاز درآوردند.
در ۲۴ می، هیئت‌های ارمنی و آذری در مرز برای گفتگو در مورد روند صلح ملاقات کردند. در همان روز، معترضان در تلاش برای جلوگیری از ورود کارکنان به ساختمان، ورودی وزارت امور خارجه را مسدود کردند. در ۳۱ مه، ۱۰۰ تظاهرکننده در ایروان بازداشت شدند. در ۳ ژوئن، معترضان با پلیس در ایروان درگیر شدند. معترضان به سمت پلیس سنگ و بطری پرتاب کردند که به دنبال آن پلیس از نارنجک‌های شوکر استفاده کرد. ۳۴ افسر پلیس در بیمارستان بستری و ۱۶ غیرنظامی زخمی شدند. در ۹ ژوئن، مخالفان تظاهراتی را در مقابل وزارت خارجه در ایروان برگزار کردند. در ۱۰ ژوئن، تظاهراتی در خارج از کاخ ریاست جمهوری برگزار شد. در ۱۶ ژوئن، مخالفان یک اردوگاه چادری را در مرکز میدان فرانسه برچیدند.
در ۱۹ خردادماه، حادثه ای در روستای نیگاوان از توابع استان آراگاسوتن با حضور جمعی از مردم رخ داد. در این مدت یک گلوله شلیک شد. هفت نفر با شلیک گلوله زخمی شدند که یک نفر بر اثر جراحات جان خود را از دست داد و حداقل دو نفر دیگر در وضعیت وخیم قرار دارند. بعداً یک مرد دیگر نیز بر اثر جراحات وارده جان باخت. برخی از خبرگزاری‌ها گزارش دادند که تیراندازی توسط یکی از بستگان نمایندگان قرارداد مدنی آغاز شده است که با اسلحه کلاشینکف به سوی گروهی از جوانان معترض به دلیل توهین به پاشینیان شلیک کردند. پلیس و قرارداد مدنی این اطلاعات را رد کرده‌اند و پلیس علت تیراندازی را «داخلی» اعلام کرده است.